# Thomas Lang (Schauspieler)
Thomas Lang (* 30. August 1958 in Stuttgart) ist ein deutscher Schauspieler, Hörspiel-, Synchron- und Off-Sprecher.
Lang machte sein Schauspieldiplom 1984 an der Schauspielakademie Zürich. Seit 1985 ist er als Schauspieler an verschiedenen deutschen Stadttheatern tätig, u. a. acht Jahre lang in Düsseldorf. Seit 1987 auch als freier Sprecher für verschiedene Fernsehsender und Tonstudios, unter anderem regelmäßig für das Kulturmagazin Metropolis auf ARTE und als "Moderator" in der RTL-Serie Höllische Nachbarn.

## Filmographie
- 1990/2004: Lindenstraße – (2 Einsätze in Nebenrollen)
- 1997: Gute Zeiten, schlechte Zeiten – Folge 1149
- 1997: Kommissar Schimpanski – Grabräuber
- 2000: X: Beyond the Frontier (Videospiel)
- 2001: Reise des Herzens
- 2002: Fritz und Fertig – Schach lernen und  trainieren (Videospiel) (Herold)
- 2003: Eine Woche voller Samstage (Videospiel) (Herr Taschenbier)
- 2004: Fritz und Fertig – Schach im schwarzen Schloss (Videospiel) (König Schlau)
- 2004: Tatort – Bienzle und der steinerne Gast (Fernsehreihe)
- 2005: Tatort – Bienzle und der Feuerteufel
- 2006: Fritz und Fertig – Schach für Siegertypen (Videospiel) (Autoscooter-Bauer, Box-Promoter)
- 2009: Fritz und Fertig – Schach für Außerirdische (Videospiel) (Parkhaus-Alien e7)

## Hörspiele und Features
- 1999: Ken Follett: Die Säulen der Erde – Regie: Leonhard Koppelmann (Hörspiel (9 Teile) – WDR)
- 2002: Walter Filz: Tokyo Tremor – Regie: Walter Filz (Feature – WDR)